# ルダンヴィエル
ルダンヴィエル（仏: Loudenvielle）は、フランス南西部のオート＝ピレネー県に属するコミューン。ルーデンヴィエルなどとも表記される。住民はルダンヴィエルワ（Loudenviellois）と呼ばれる。

## 地理
郡の中心都市であるバニェール＝ド＝ビゴールから南東へ60kmほど行った、オール地方のルロン渓谷に位置する。湖、キャンプ場、温泉、ウォーターパークなどがあり、観光地として人気がある。
ペルスールド峠のふもとに位置するため、これまで三度ツール・ド・フランスの終着点になったことがある。

## 行政
- 市長：ミシェル・ペリュ（Michel Pélieu、2001年から） - オート＝ピレネー県委員会の元委員長。左翼急進党所属。

## 人口の推移
| 1962年 | 1968年 | 1975年 | 1982年 | 1990年 | 1999年 | 2006年 |     |
| ------ | ------ | ------ | ------ | ------ | ------ | ------ | --- |
| 181    | 182    | 142    | 189    | 219    | 261    | 279    | 289 |

INSEEより。

## ツール・ド・フランス
| 年度   | ステージ | 出発地点     | 距離  | ステージ勝者           | 総合首位                 |
| ------ | -------- | ------------ | ----- | ---------------------- | ------------------------ |
| 2007年 | 第15     | フォワ       | 196km | キム・キルシェン       | ミカエル・ラスムッセン   |
| 2003年 | 第14     | サン＝ジロン | 192km | ジルベルト・シモーニ   | ランス・アームストロング |
| 1997年 | 第9      | ポー         | 182km | ローラン・ブロシャール | セドリック・ヴァスール   |

2007年度のツールでは当初アレクサンドル・ヴィノクロフが勝者とされたが、その後の薬物検査で陽性反応が出たことからキルシェンが繰り上がって勝者となった。

## 見どころ
- 聖母ダルティグロングー教会